# Estadio José Rico Pérez
Estadio José Rico Pérez – stadion piłkarski położony w hiszpańskim mieście Alicante. Spotkania domowe rozgrywają na nim kluby Hércules CF i Alicante CF.

## Mistrzostwa Świata 1982
Na obiekcie zostały rozegrane trzy mecze mundialu w 1982 roku:
Mecze fazy grupowej:
- 18 czerwca:  Argentyna 2:0 (1:0) Salwador
- 23 czerwca:  Argentyna 4:1 (3:0) Węgry

Mecz o trzecie miejsce:
- 10 lipca:  Polska 3:2 (2:1) Francja